# 纽伦堡号小巡洋舰 (1916年)
纽伦堡号是德意志帝国海军于第一次世界大战期间建造的四艘柯尼斯堡级小巡洋舰的末舰，得名于1914年在福克兰群岛海战期间被击沉的第一代纽伦堡号。新舰于1914年12月在基尔的霍瓦兹船厂开始架设龙骨，并于1916年4月下水，至1917年2月交付公海舰队使用。纽伦堡号的主舰炮为八门150毫米45倍径速射炮，最高速度为27.5节。
由于是在一战后期入役，纽伦堡号在战争期间的运用相对有限。它于1917年10月参加了在波罗的海针对俄国海军的阿尔比恩行动。随后一个月，它又出席了第二次黑尔戈兰海战，但在交锋过程中没有遭到显著破坏。至战争最后的日子里，舰只本将参加公海舰队的终极决战，但爆发的叛乱迫使该计划被取消。战争结束后，它随德国舰队余部被扣押在斯卡帕湾。被扣押舰队于1919年6月21日集体自沉，但纽伦堡号被英国水兵抢救搁滩，其后得以重新浮起，并作为靶舰于1922年被击沉。

## 设计
纽伦堡号是为替代老旧的小巡洋舰忒提斯号而以“忒提斯代舰（Ersatz Thetis）”为代号进行订购，并于1914年12月在基尔的霍瓦兹船厂开始架设龙骨。它于1916年4月14日在没有举行任何仪式的情况下下水，继而展开舾装工作。至1917年2月15日，舰只正式投入公海舰队使用。
纽伦堡号的全长为151.4（496英尺9英寸），有14.2（46英尺7英寸）的舷宽和5.96（19英尺7英寸）的前吃水。在满载情况下，舰只的排水量可达7,125公噸（7,012長噸）。其推进系统由两套蒸汽轮机组成，以驱动两副直径为3.5（11英尺6英寸）的三叶螺旋桨。舰只设计可输出31,000匹軸馬力（23,000千瓦特）的额定功率。它由十台燃煤水管锅炉和两台燃油双头式水管锅炉提供动力，这使得舰只的最高速度可达27.5節（50.9每小時）。纽伦堡号能够携带1,340公噸（1,320長噸）煤和额外500公噸（490長噸）燃油，允许其以12節（22每小時）的速度续航4,850海里（8,980）。舰只的标准船员编制则为17名军官和458名水兵。
纽伦堡号配备有八门单座安装的150毫米45倍径速射炮。其中两门并排布置在艏艛前方，四门设于舰舯、每边各两门，以及两门以背负式成对布置在舰艉。它们共提供1040发弹药，其中每炮130发。舰只的防空武器由两门88毫米45倍径速射炮组成，均安装在烟囱后方的中心线上。它还标配搭载有四具500（19.7英寸）鱼雷管和八枚鱼雷，均安装在舰舯的旋转甲板发射器内。舰只同样可携带多达200枚水雷。在装甲方面，纽伦堡号受到60（2.4英寸）厚的水线装甲带保护；司令塔的侧面有100（3.9英寸）厚，而甲板的厚度也为60毫米。

## 服役历史

### 阿尔比恩行动

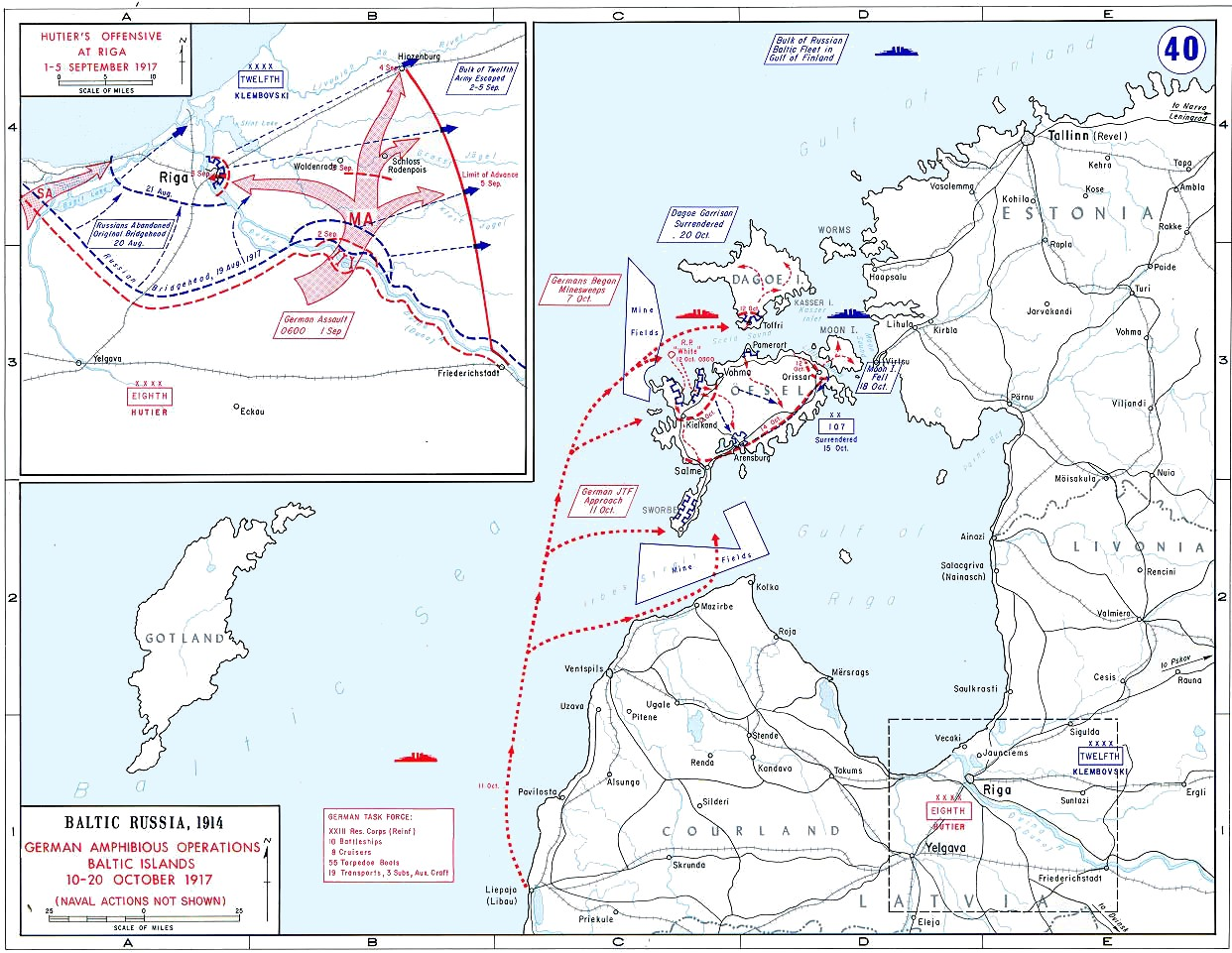
德国海军与陆军在行动中的调遣图

1917年9月上旬，继德国攻克俄国港口里加后，德国海军决定肃清仍然控制着里加湾的俄国海军力量。为此目的，海军参谋本部的行动计划是夺取波罗的海岛屿萨雷马岛，以及特别是部署在瑟爾韋半島上的俄国岸基炮台。9月18日，联合陆军的两栖作战行动受命出发，以占领萨雷马岛及穆胡岛；海军的主力是由一个特编部队组成，其中包括旗舰毛奇号，以及公海舰队的第三和第四战列分舰队。共计约24600名官兵参与此次入侵。柯尼斯堡号随第二侦察集群余部则在海军少将路德维希·冯·罗伊特的指挥下，负责为特编部队提供巡洋舰屏护。
行动于10月12日上午开始，当时毛奇号与第三分舰队的舰只在塔加湾与俄国阵地交战，而第四分舰队则在萨雷马岛的瑟尔韦半岛轰击俄国岸基炮台。随后，纽伦堡号与第二运输小队进入塔加湾并派遣军队登陆，而姊妹舰柯尼斯堡号则负责掩护第一运输小队的登陆。在10月18－19日，第二侦察集群余部本将对在达戈岛附近作业的扫雷舰提供掩护，但由于扫雷舰不足和天气恶劣，行动被迫推迟。19日，纽伦堡号又与柯尼斯堡号和但泽号一同被派往拦截据报在该地区出没的两艘俄国鱼雷艇。罗伊特无法找到对方的位置，便中止了行动。至10月20日，里加湾诸岛已受到德国人控制，俄国海军部队均已被歼灭或是被迫撤离。海军参谋本部遂下令海军部队返回北海。

### 第二次黑尔戈兰海战
1917年11月17日，小巡洋舰纽伦堡号、柯尼斯堡号、法兰克福号和皮劳号被派往护送在黑尔戈兰湾进行扫雷行动的扫雷舰，并仍受罗伊特的指挥。战列舰皇帝号和皇后号则从后提供远程支援。由六艘战列巡洋舰支持的一支英国轻巡洋舰部队袭击了德国的扫雷舰。纽伦堡号及另三艘小巡洋舰随即掩护扫雷舰逃逸，然后籍着烟幕撤退。纽伦堡号曾于08:55向英国巡洋舰开火，射程为11（6.8英里）。然而，浓烟和浓雾遮蔽了英国舰只，纽伦堡号很快便被迫停止射击。
大约10:00左右，纽伦堡号遭到了英国巡洋舰、以及装备有15英寸（380）口径炮的战列巡洋舰勇敢号和光荣号的猛烈攻击。纽伦堡号没有被直接命中，但近距脱靶造成的炮弹碎片洒落至甲板，导致1人阵亡、4人负伤——其中1人后来因伤重死亡。舰只的一具测距机也遭到弹碎的破坏。在雾霾再次遮蔽英国舰只之前，它曾作短暂回击。皇帝号与皇后号几乎也在同一时间介入，促使英国人立即中断交战。不到一个小时，德国部队便得到几艘主力舰的增援，其中包括战列巡洋舰兴登堡号。在意识到英国人已经逃离后，德国部队遂返回港口。

### 结局
1918年10月，海军上将赖因哈德·舍尔和弗朗茨·冯·希佩尔策划由公海舰队向英国发动最终的高潮攻击。此项行动要求对泰晤士河口和法兰德斯的协约国航运进行突袭，以引出大舰队。然后德国舰队将攻击大舰队并尽可能多地造成破坏，以增强德国在即将到来的和平谈判中的军事地位。其中纽伦堡号、卡尔斯鲁厄号和格劳登茨号被派往攻击法兰德斯的部队。10月29日上午，将于次日从威廉港启航的命令正式下达。然而从当天夜晚开始，图林根号战列舰及其它几艘战列舰的水兵发生叛变。骚乱迅速蔓延至舰队的其它舰只，并最终迫使舍尔和希佩尔取消了行动。
随着德国于1918年11月投降，公海舰队的大部分主力——包括纽伦堡号在内的共计74艘舰只于罗伊特指挥下，被扣押在斯卡帕湾的英国海军基地。在落实《凡尔赛条约》的谈判过程中，舰队仍然维持扣押状态。罗伊特推断英国方面将于1919年6月21日，即谈判到期而无法达成协议的情况下会强占德国军舰，却不知截止日期已被延长至6月23日。为了防止这种情况，他决定第一时间凿沉己方舰只。6月21日上午，英国舰队离开斯卡帕湾进行训练演习；罗伊特于11:20向全体德国军舰下达了自沉命令。然而，英国水手迅速用炸药炸断了纽伦堡号的锚链，使其在沉没前得以被拖曳搁滩。该舰于7月被再次浮起，并最终作为靶舰于1922年7月7日被击沉于怀特岛附近。